# Eumantispa campioni
Eumantispa campioni is een insect uit de familie van de Mantispidae, die tot de orde netvleugeligen (Neuroptera) behoort. 
Eumantispa campioni is voor het eerst wetenschappelijk beschreven door Navás in 1914.